# Gabriele I di Costantinopoli
Gabriele I (in greco Γαβριήλ Α΄?; ... – Costantinopoli, 1596) è stato un arcivescovo ortodosso greco, patriarca ecumenico di Costantinopoli dal marzo all'agosto del 1596.

## Biografia
Già metropolita di Salonicco, fu eletto patriarca di Costantinopoli nel marzo del 1596, dopo il riconoscimento dell'elezione irregolare del suo predecessore Matteo II, con la speranza di risolvere i molti problemi che affliggevano il patriarcato.
Si ammalò dopo pochi mesi, a luglio o ad agosto, e nello stesso anno morì; non è confermata la voce che vuole il patriarca avvelenato.